# Batiana remotella
Batiana remotella är en fjärilsart som beskrevs av Walker 1866. Batiana remotella ingår i släktet Batiana och familjen Crambidae. Inga underarter finns listade i Catalogue of Life.